# Metaksia Simonyan
Metaksia Simonyan (Asjabad, 1926 - Ereván, 1987) fue una actriz soviética armenia de cine y teatro. 

## Biografía
Metaksia Simonyan nació en 1926 en Asjabad. En 1933, se mudó a Ereván con su familia. En 1948 se graduó del Instituto Estatal de Teatro y Cinematografía de Ereván. Ese mismo año fue invitada al Teatro Académico Estatal de Sundukyan. Desde 1968 ha enseñado en la Academia Estatal de Bellas Artes de Ereván de Armenia. 
Entre sus primeros papeles memorables se encuentran Armanush (These Stars are Ours de Grigor Ter-Grigoryan, Premio del Estado de la URSS en 1950), y Nina (Masquerade de Mijaíl Lérmontov, Arbenin, Vahram Papazian). 

### Carrera artística
Simonyan continuó las tradiciones de Arus Voskanyan y Ruzanna Vardanyan en el teatro armenio. También desempeñó el mismo papel en las obras de autores rusos, europeos occidentales y armenios, interpretando papeles cómicos y trágicos. Simonyan fue actriz principal durante décadas, los personajes que interpretó incluyen: Shura (Yegor Bulichov y otros de Máximo Gorki), Desdemona, Julieta, Cordelia (personajes de William Shakespeare), Susanna (Namus de Alexander Shirvanzade), Hudit (Uriel Acosta de Karl Gutzkow), Noudar (Ara Beautiful de Nairi Zarian), Catherine Leffier (Madame San Jen de Ezezip Moro), Martha (¿Quién teme a Virginia Woolf? de Edward Albee), Nastasia Philipovna (El idiota de Fyodor Dostoevsky ), etc. 
Simonyan también incursionó en el cine apareciendo en A Girl From Ararat Valley de 1947, To Whom The Life Smiles en 1949,  A Jump Over the Precipice en 1959, Waters Rise, 1962, The Last Deed of Kamo, 1973, Hayfilm, Sayat-Nova, 1960, etc. También ha recitado poesía y tocado en programas de radio y televisión. Simonyan ha actuado en Moscú, Bakú, Tbilisi, Beirut, Damasco y otros lugares. 
Murió el 11 de agosto de 1987 en Ereván. 

## Filmografía
- 1947 – Anahit (as Anahit)[3]
- 1949 – A Girl From Ararat Valley (as Anush)
- 1955 – Looking of the Addressee (as Manush)
- 1954 – Trifle (as Varduhi)
- 1957 – To Whom the Life Smiles (as Zaruhi)
- 1959 – Her Fantasy (as nurse)
- 1959 – A Jump Over the Precipice (as Gayane)
- 1960 – Sayat-Nova (as Anna)
- 1962 – Waters Rise (as Arev)
- 1970 – A Spring of Heghnar (madre de Mkrtich)
- 1971 – Khatabala
- 1973 – The Last Deed of Kamo (as Arsha)

## Representaciones teatrales
| Año  | Título                       | Papel              | Autor                 |
| ---- | ---------------------------- | ------------------ | --------------------- |
| 1949 | Masquarade                   | Nina               | Mikhail Lermontov     |
| 1955 | Namus                        | Susanna            | Alexander Shirvanzade |
| 1960 | Romeo y Julieta              | Julieta            | William Shakespeare   |
| 1960 | Otelo                        | Dezdemona          | William Shakespeare   |
| 1970 | Uriel Acosta                 | Hudit              | Karl Gurtzkow         |
| 1975 | Ara Beautiful                | Nvard              | Nairi Zaryan          |
| 1980 | Madam San Jean               | Katherine Lephevr  | Viktorien Sardu       |
| 1981 | ¿Quién teme a Virginia Wulf? | Marta              | Edward Albee          |
| 1982 | El idiota                    | Nastasya Phlipovna | Fyodor Dostoevsky     |